# Chaetocnema capeneri
Chaetocnema capeneri es un coleóptero de la familia Chrysomelidae. Fue descrita científicamente en 2006 por Biondi & D'Alessandro.